# ランチア・ガンマ
ランチア・ガンマ(Lancia Gamma)は、イタリアの自動車メーカー・ランチアが1976年から1984年まで製造・販売した中型乗用車である。ランチア草創期の1910年に発売された「ガンマ」という車種が存在したが、ここでは1976年発表のモデル以降を記述する。

## 歴史
1976年に当時のフィアット・130に代わるフィアットグループ最高級の、そしてイタリアを代表するエグゼクティブカーとして、ジュネーヴ・ショーでデビューした。1974年に生産中止された ランチア・2000の後継車でもある。
ピニンファリーナデザインのファストバックスタイルのセダン（ベルリーナ）と、11.5cm短いホイールベースを持つ2ドアノッチバックのクーペがあり、前者が15,272台、後者が6,789台生産された。ガンマの名はギリシア文字の「ベータ」に続く三文字目で、1972年登場のベータに次ぐ、フィアット傘下2作目のニューモデルを意味する。 
1980年型モデルは大きなフェイスリフトを受け、新しいデザインのホイールや、過去のランチア車をモチーフにした新しいデザインのフロントグリルを与えられた他、ダッシュボードやシートも変更され、エンジン制御がキャブレターからボッシュLジェトロニック燃料噴射に改められた。このシリーズ2はランチアの社内呼称では"FL1"と呼ばれた。

## メカニズム
ガンマは専用に新設計された2.0L 115馬力または2.5L 140馬力の水平対向4気筒エンジンを縦置きする前輪駆動車で、トランスミッションは5速MTまたは後に追加された4速ATが選択できた。 
2.5Lという排気量は、4気筒エンジンでは世界最大級のもので、水平対向というレイアウトは前身のフラヴィア譲りであったが、ライバルは6気筒が大半で、競合上大きなマイナスとなった。しかしこれは極めて軽量で、2,000rpmで最大トルクを発生する扱いやすいエンジンであり、特にクーペの低いボンネットラインはこのフラット4エンジンによってのみ実現可能であった。
フィアット・130を含め、フィアット車からの流用パーツは無い。現役時代はあまり評価されなかったが、生産中止後かなりの年月を経た後、最後の“本物”のランチアとして世界のランチア・エンスージアストから認められる存在となりつつある。

## 問題点
ガンマの販売は予想外に伸び悩んだ。これはこの新設計フラット4にオーバーヒートやオイル漏れが多発した上、前サスペンションのウイッシュボーンのゴムブッシュの磨耗が早く、パワーステアリングのベルトがカムシャフトと共用されていたため、ステアリングをフルロックまで切るとベルトが破断してエンジンを焼き付かせてしまうという、致命的な信頼性不足が原因であった。この問題はFL1の登場時にはほぼ解決していたが、既に時遅く、ベータの発錆問題と共に、特に英国など輸出市場でランチアの名声は大きな打撃を受けた。

## その他
- ピニンファリーナにとってガンマはお気に入りの作品であったようで、1977年にはタルガトップの「ガンマ・スパイダー」、1980年にはノッチバックセダンの「ガンマ・スカラ」、82年には3ドアスポーツワゴン「ガンマ・オルジアータ」などのショーカーを発表している。
- 1977年にはピニンファリーナのライバルであるジョルジェット・ジウジアーロのイタルデザインも、5ドアのミニバンの先駆的な作品「メガガンマ」をガンマをベースに製作した。
- ガンマは米国へは輸出されなかったが、1980年末頃、JAXカーセールスが日本での販売を計画し、ベルリーナがサンプルカーとして輸入され、雑誌CAR GRAPHICで試乗に供された事もある（1981年1月号）。その車は、英国仕様の右ハンドル車であった。その後CAR GRAPHIC巻末の価格表には、ガンマの名と「暫定」の但し書きつきで430万円という価格が掲載されていた（1981年1月号～12月号まで）。しかし、計画は頓挫し、日本に正規輸入されることはなかった。
- ピニンファリーナのデザインであるが、ベルリーナとクーペのデザイナーが異なることは意外と知られていない。